# Robert Somercotes
Robert Somercotes o Ummarcote (Lincolnshire, ? - Roma, 26 de septiembre de 1241) fue un eclesiástico católico inglés. 
Estudiante de las universidades de París y Bolonia, donde se doctoró en teología, el arzobispo de Canterbury Stephen Langton le favoreció con varios beneficios de las iglesias de Croydon, Kent y Norfolk. Hacia 1235 fue nombrado capellán o confesor del rey Enrique III; poco después partió hacia Roma, donde permanecería el resto de sus días.
En el consistorio celebrado en 1239 Gregorio IX lo creó cardenal diácono de S. Eustaquio, aunque ese mismo año optó por el título de cardenal presbítero de S. Crisógono; fue uno de los pocos que permanecieron junto al papa en su enfrentamiento con el emperador Federico II.
Fallecido en 1241 entre sospechas de envenenamiento durante su participación en elección Papal de 1241 que terminó con el ascenso al trono de Celestino IV, fue sepultado en la Basílica de San Crisógono de Roma. 